# 習近平視察香港 (2017年)
2017年習近平視察香港指2017年中共中央總書記習近平视察香港。習近平第一次以黨和國家領導人身份訪問香港是2008年應香港特別行政區政府邀請，以時任中共中央政治局常委身份在7月6至8日到港，瞭解2008年奧運及殘奧馬術比賽的籌備情況，也藉此行了解香港社會的近況，並探訪香港市民。
2017年是中華人民共和國對香港行使主權二十週年，2017年6月25日中國官方媒體新華社正式發稿，習近平將依慣例再次视察香港特區。這是他在2012年中共十八大上當選總書記而成為最高領導人後首次到訪香港，也是繼全国人大委员长張德江在2016年视察香港後，連續兩年有中共中央政治局常委视察香港。
習近平和夫人彭麗媛在6月29日中午抵達香港，至7月1日完成香港特區政府就職典禮及監誓儀式後離開，訪問前後為期3天。習近平在香港期間出席回歸20周年慶典活動，主持香港特別行政區第五屆政府就職典禮和監誓，并檢閱中國人民解放軍駐香港部隊，也出席多場官式活動。

## 代表團
- 習近平：中共中央總書記、國家主席、中央軍委主席
  - 彭麗媛：習近平夫人、中國人民解放軍藝術學院院長
- 栗戰書：中共中央政治局委員、中共中央辦公廳主任
- 王滬寧：中共中央政治局委員、中共中央政策研究室主任
- 范長龍：中共中央政治局委員、中共中央軍委副主席
- 丁薛祥：中共中央辦公廳副主任、中共中央總書記辦公室主任
- 楊潔篪：國務委員、中央外事辦公室主任
- 王晨：全國人大常委會副委員長兼秘書長
- 張慶黎：全國政協副主席兼秘書長
- 王光亞：國務院港澳事務辦公室主任

## 行程

### 2017年6月29日
習近平乘坐機身編號 B-2472 的中國國際航空波音747行政專機，於中午前飛抵香港國際機場，行政長官梁振英等一眾特區政府官員在機場迎接。

### 2017年6月30日
習近平接見政商界人士，其中與長江和記實業董事局主席李嘉誠握手長達13秒，並曾交談。習近平後與在場超過100名人士大合照，並發表講話，指出一國兩制取得舉世公認成功，其提出四方面做好：一是帶頭支持林鄭月娥行政長官和新一屆特區政府；二是帶頭搞好團結維持和諧穩定；三是帶頭關心青年，幫助他們解決實際問題，為他們成長成材創造良好條件；四是帶頭推動香港同內地交流合作，發揮各自的專長，促進兩地共同發展。

### 2017年7月1日
習近平主持新一屆特區政府就職典禮，習近平在講話中提到「四個不允許」：一是不允許危害國家主權安全；二是不允許挑戰中央權力；三是不允許挑戰《基本法》權威；四是不允許利用香港對內地進行滲透破壞的活動。